# Star Wars: Episode VI: Return of the Jedi (soundtrack)
Star Wars: Episode VI: Return of the Jedi is de soundtrack van de Britse film Star Wars: Episode VI: Return of the Jedi. Het album werd gecomponeerd door John Williams en kwam uit in 1983, ongeveer gelijk met de film.

## Tracklist (lp)
zijde 1
1. "Main Title (The Story Continues)" – 5:09
2. "Into the Trap" – 2:36
3. "Luke and Leia" – 4:44
4. "Parade of the Ewoks" – 3:25
5. "Han Solo Returns (At the Court of Jabba the Hutt)" – 4:10
6. "Lapti Nek (Jabba's Palace Band)" – 2:49

zijde 2
1. "The Forest Battle" – 4:01
2. "Rebel Briefing" – 2:22
3. "The Emperor" – 2:41
4. "The Return of the Jedi" – 5:02
5. "Ewok Celebration and Finale" – 8:00

Totaal: 44:59

## Tracklist (cd)
1. "20th Century Fox Fanfare with CinemaScope Extension" - 0:23
2. "Main Title/Approaching the Death Star" - 5:22
3. "Han Solo Returns (At the Court of Jabba the Hutt)" - 4:09
4. "Fight in the Dungeon" - 3:41
5. "The Return of the Jedi" - 5:02
6. "The Emperor Arrives" - 2:07
7. "The Death of Yoda" - 6:05
8. "Parade of the Ewoks" - 3:27
9. "Luke and Leia" - 4:47
10. "The Emperor Confronts Luke" - 3:29
11. "Into the Trap" - 2:39
12. "First Ewok Battle/Fight With the Fighters" - 7:24
13. "The Forest Battle" - 4:04
14. "The Final Duel/Into the Death Star" - 3:40
15. "The Emperor's Death" - 2:44
16. "Darth Vader's Death" - 2:33
17. "Through the Flames" - 1:39
18. "Leia Breaks the News/Funeral Pyre for a Jedi" - 2:22
19. "Ewok Celebration/Finale" - 7:58

Bonus Tracks
1. "Heroic Ewok/The Fleet Goes Into Hyperspace"
2. "The Ewok Battle"
3. "Lapti Nek"
4. "Faking the Code"
5. "Brother and Sister"
6. "Leia is Wounded/Luke and Vader Duel"
7. "The Return of the Jedi (Alternate)"
8. "Leia Breaks the News (Alternate)/Funeral Pyre for a Jedi (Film Version)"
9. "Ewok Celebration (Film Version) /End Credits (Film Version)"

## Hitnoteringen

### NPO Klassiek Filmmuziek Top 200
| Als Star Wars in de NPO Klassiek Filmmuziek Top 200 | Als Star Wars in de NPO Klassiek Filmmuziek Top 200 | Als Star Wars in de NPO Klassiek Filmmuziek Top 200 | Als Star Wars in de NPO Klassiek Filmmuziek Top 200 | Als Star Wars in de NPO Klassiek Filmmuziek Top 200 | Als Star Wars in de NPO Klassiek Filmmuziek Top 200 | Als Star Wars in de NPO Klassiek Filmmuziek Top 200 | Als Star Wars in de NPO Klassiek Filmmuziek Top 200 | Als Star Wars in de NPO Klassiek Filmmuziek Top 200 | Als Star Wars in de NPO Klassiek Filmmuziek Top 200 | Als Star Wars in de NPO Klassiek Filmmuziek Top 200 |
| Jaar                                                | 2016                                                | 2017                                                | 2018                                                | 2019                                                | 2020                                                | 2021                                                | 2022                                                | 2023                                                | 2024                                                | 2025                                                |
| --------------------------------------------------- | --------------------------------------------------- | --------------------------------------------------- | --------------------------------------------------- | --------------------------------------------------- | --------------------------------------------------- | --------------------------------------------------- | --------------------------------------------------- | --------------------------------------------------- | --------------------------------------------------- | --------------------------------------------------- |
| Positie                                             | 18                                                  | 5                                                   | 3                                                   | 3                                                   | 3                                                   | 5                                                   | 3                                                   | 5                                                   | 7                                                   | 6                                                   |